# Wołodymyr Pjanych
Wołodymyr Dmytrowycz Pjanych, ukr. Володимир Дмитрович П'яних, ros. Владимир Дмитриевич Пьяных, Władimir Dmitrijewicz Pjanych (ur. 5 lutego 1951 w Stalino) – ukraiński piłkarz grający na pozycji obrońcy, sędzia piłkarski.

## Kariera piłkarska

### Kariera klubowa
Wychowanek Szkoły Piłkarskiej Szachtara Donieck, w którym rozpoczął karierę piłkarską. W 1970 debiutował w podstawowym składzie Szachtara. W lipcu 1971 został piłkarzem Szachtar Kadijewka. W latach 1972–1973 odbywał służbę wojskową w SK Czernihów, po czym powrócił do Szachtara Donieck. W Wyższej Lidze ZSRR rozegrał 257 spotkań, zdobył 3 bramki. Po 11 sezonach w donieckim klubie zakończył karierę piłkarską w zespole Szachtar Gorłówka.

### Kariera reprezentacyjna
W latach 1968–1969 rozegrał 7 meczów w juniorskiej reprezentacji ZSRR.

## Kariera sędziowska
Po zakończeniu kariery piłkarskiej rozpoczął pracę sędziowską. Sędzia kategorii ogólnokrajowej (1990) oraz FIFA (1991). W 1992 sędziował historyczny pierwszy mecz finałowy o mistrzostwo Ukrainy pomiędzy Tawrią Symferopol i Dynamem Kijów. Od 2000 pracuje na stanowisku przewodniczącego Komitetu Sędziowskiego Związku Piłki Nożnej w obwodzie donieckim.

## Sukcesy i odznaczenia

### Sukcesy klubowe
- wicemistrz ZSRR: 1975, 1979
- brązowy medalista Mistrzostw ZSRR: 1978
- zdobywca Pucharu ZSRR: 1980
- finalista Pucharu ZSRR: 1978

### Sukcesy reprezentacyjne
- brązowy medalista Mistrzostw Europy U-18: 1969

### Odznaczenia
- tytuł Mistrza Sportu ZSRR: 1975
- sędzia kategorii FIFA
- Medal "Za pracę i zwycięstwo": 2011[2]